# Mahmoud Eid
Mahmoud Eid (arabisch محمود عيد, DMG Maḥmūd ʿĪd; * 26. Juni 1993 in Nyköping, Schweden), mit vollständigen Namen Mahmoud Khair Mohammed Dahadha (arabisch محمود خير محمد الدحادحة, DMG Maḥmūd Ḫair Muḥammad ad-Daḥādaḥa), ist ein schwedisch-palästinensischer Fußballspieler.

## Karriere

### Verein
Mahmoud Eid erlernte das Fußballspielen in den schwedischen Jugendmannschaften von Nyköpings BIS und Hammarby IF. Seinen ersten Vertrag unterschrieb er beim Hammarby Talang FF. Mit dem Verein aus Stockholm spielte er in der dritten schwedischen Liga, der Division 1. Nach einem Jahr wechselte er zum Ligakonkurrenten Vasalunds IF nach Solna. Von Juli 2013 bis Dezember 2015 stand er beim ebenfalls in der dritten Liga spielenden Nyköpings BIS in Nyköping unter Vertrag. Im Januar 2016 ging er in die zweite Liga, wo er sich bis August 2016 dem Åtvidabergs FF aus Åtvidaberg anschloss. Für Åtvidabergs absolvierte er 16 Zweitligaspiele. Kalmar FF, ein Verein aus Kalmar, der in der ersten Liga, der Fotbollsallsvenskan, spielte, verpflichtete ihn am 11. August 2016. Von Kalmar wurde er an den norwegischen Verein Mjøndalen IF aus Mjøndalen und anschließend an den schwedischen Verein GAIS Göteborg aus Göteborg ausgeliehen. Im Januar 2020 zog es ihn nach Asien, wo er in Indonesien einen Vertrag bei Persebaya Surabaya unterschrieb. Mit dem Verein aus Surabaya spielte er zweimal in der ersten Liga, der Liga 1. Mit Surabaya gewann er den East Java Governor Cup. Nach einem Jahr ging er nach Katar, wo er sich bis Juli 2021 dem Mesaimeer SC aus Mesaimeer anschloss. Über den Muharraq Club aus Bahrain wechselte er zur Rückrunde 2021/22 zum thailändischen Erstligisten Nongbua Pitchaya FC. Sein Debüt in der ersten Liga für den Verein aus Nong Bua Lamphu gab er am 8. Januar 2022 (16. Spieltag) im Auswärtsspiel beim Samut Prakan City FC. Hier wurde er nach der Halbzeitpause für Iain Ramsay eingewechselt. Das Spiel endete 2:2. Für Nongbua absolvierte er in der Rückrunde zwölf Ligaspiele. Im Juni 2022 unterschrieb er in der Hauptstadt Bangkok einen Vertrag beim Ligakonkurrenten Bangkok United. 2023 feierte er mit dem Hauptstadtverein die Vizemeisterschaft. Am 28. Mai 2023 stand er mit dem Verein im Finale des thailändischen Pokals. Hier unterlag man dem Erstligisten Buriram United mit 0:2. Am 5. August 2023 gewann er mit Bangkok United den thailändischen Super Cup. Das Spiel gegen den Meister Buriram United im Rajamangala Stadium gewann man mit 2:0. Am Ende der Saison 2023/24 feierte er mit dem Verein die Vizemeisterschaft. Am 15. Juni 2024 gewann er mit Bangkok United den FA Cup. Das Endspiel gegen den Zweitligisten Dragon Pathumwan Kanchanaburi FC gewann man im Elfmeterschießen. Am Ende der Saison 2024/25 feierte er mit Bangkok seine dritte Vizemeisterschaft. Nach drei Spielzeiten, in denen er 74 Ligaspiele absolvierte, wurde sein Vertrag im Sommer 2025 nicht verlängert. Ende Juli 2025 zog es ihn nach Vietnam. Hier unterschrieb er einen Vertrag beim Erstligisten Nam Dinh FC.

### Nationalmannschaft
Mahmoud Eid spiele von 2014 bis 2021 insgesamt 24 Partien für die A-Nationalmannschaft von Palästina. Dabei schoss der Flügelspieler am 9. November 2014 beim 3:1-Testspielsieg in Vietnam seinen einzigen Treffer für die Auswahl.

## Erfolge

### Verein
Persebaya Surabaya
- East Java Governor Cup: 2020

Bangkok United
- Thailändischer Vizemeister: 2022/23, 2023/24, 2024/25
- Thailändischer Pokalsieger: 2023/24
- Thailändischer Pokalfinalist: 2022/23
- Thailändischer Supercup-Sieger: 2023